# Happy Christmas (álbum de Jessica Simpson)
Happy Christmas (en español: Feliz Navidad) es el séptimo álbum de estudio de la artista estadounidense Jessica Simpson y segundo álbum navideño de su carrera musical, cuya publicación fue realizada por Primary Wave Records & Eleveneleven Records el 22 de noviembre de 2010. Comercializado y distribuido por EMI Music, el álbum está conformado por diez canciones clásicas de Navidad.

Happy Christmas vendió 10.153 copias en su primera semana y debutó en el número #123 en Billboard 200, convirtiéndose en la posición más baja de Simpson en los EE. UU. El álbum ha vendido 28.000 copias en los Estados Unidos, en junio de 2012 ha vendido más de 500.000 copias a nivel mundial.

## Información general

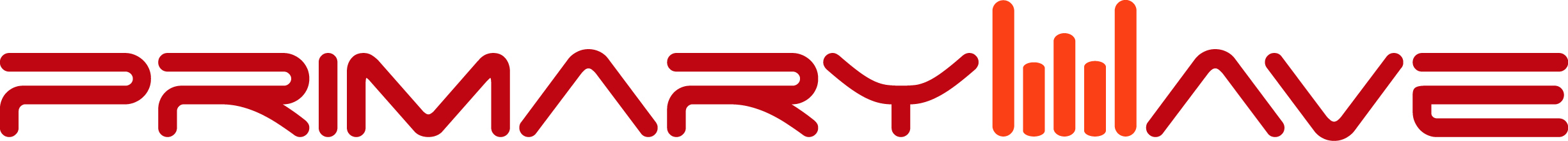
Primary Wave Music casa discográfica de Simpson desde el 2010 a 2015.

En agosto de 2010, Jessica reveló que se había separado de su sello discográfico, Epic Records, y que había firmado contrato con una nueva compañía discográfica. Fue en una entrevista por E! News y PopSugar.com donde ella reveló que ella está de vuelta en el estudio, trabajando en un nuevo álbum de Navidad. En septiembre de 2010, se anunció que Simpson estaba trabajando con los productores de The Dream y Christopher Stewart en sus dos próximos álbumes. En octubre de 2010, Simpson anunció a través de Twitter que ella había terminado de grabar su segundo álbum navideño. Simpson dijo en una oportunidad que el concepto de un nuevo álbum de Navidad se produjo después de The Price of Beauty su segundo reality show. Según Jessica, Happy Christmas es la secuela de Rejoyce: The Christmas Album lanzado en noviembre de 2004 y primer álbum navideño de ella.
En una entrevista, Simpson dijo acerca de ese álbum: "Este (disco) es diferente porque está bajo mi control absoluto, es el primer disco que estoy sacando en los expedientes de Primary Wave Records y Eleveneleven Records que es mis nuevas compañías discográficas. Creo que es genial tener un registro espiritual hacia fuera allí para ser mi primera vez [en mis nuevos sellos musicales] porque así es como me inicié en el negocio de todos modos."
Tricky Stewart le habló a Us Weekly acerca de cómo trabajar con Simpson en el álbum:
"Yo estaba tan gratamente, sorprendido y feliz con la forma en que todo salió, ella es una joya a la espera de ser descubierto de nuevo!. En ella hay una clara posibilidad de que trabajamos juntos de nuevo en el futuro. Ella es divertida y alegre, pero muy en serio su canto. Pero, en general nos lo pasamos muy bien haciendo este disco, el cual tuvimos que hacerlo super rápido, que comenzó las negociaciones y todo en octubre, que es muy tarde para un álbum de Navidad, pero lo logramos, que salió, y es genial - todo el mundo me encantó".

## Composición

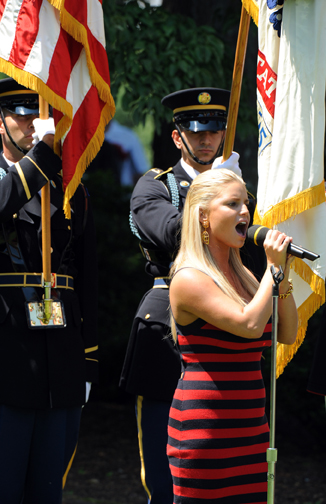
Jessica en the PGA.

La primera pista de Happy Christmas es "My Only Wish" un tema coescrito por Jessica, Aaron Pearce y Christopher Stewart: es la primera canción y la segunda inédita del álbum. Su pista siguiente es un popurrí de los clásicos "Here Comes Santa Claus", escrito por Gene Autry & Oakley Haldeman y "Santa Claus Is Coming to Town", escrito por John Frederick Coots & Haven Gillespie. La pista siguiente es "O come, O come, Emmanuel", canción tradicional del siglo IXX, de John Mason Neale y Henry Sloane Coffin.
La cuarta pista del álbum es "I'll Be Home for Christmas". La canción es cantada en dueto con John Britt, y es un clásico de Navidad grabado por primera vez en 1943 por Bing Crosby. La pista siguiente es "Happy Xmas (War is Over)" una canción del músico británico John Lennon grabada en los Record Plant Studios de Nueva York a finales de octubre de 1971. La sexta pista del álbum es "Mary, Did You Know?", una canción escrito por Mark Lowry y música escrita por Buddy Greene. El álbum continúa con "Merry Christmas Baby", canción escrita por Lou Baxter y Johnny Moore, el tema fue grabado originalmente en 1947. Esta canción es el segundo y último dueto de álbum, este fue realizado con Willie Nelson. La octava pista del mismo es "Kiss Me for Christmas" es el segundo tema inédito del álbum después de "My Only Wish". La canción fue escrita por Terius Nash, Stewart y Simpson. La pista siguiente es la canción "Have Yourself a Merry Little Christmas" fue escrita mientras que Hugh Martin se encontraba de vacaciones en una casa en Birmingham, Alabama. La última pista del álbum es "Carol of the Bells" un popular tema de Navidad, compuesta por Mykola Leontovych con letras creadas Pedro J. Wilhousky. La canción se basa en un canto popular conocida en Ucrania como "Shchedryk". Aunque la primera versión de la composición fue compuesta en 1904, se estrenó por primera vez en diciembre de 1916 realizado por un grupo de estudiantes de coral en la Universidad de Kiev.

## Recepción

### Crítica
- Por Stephen Thomas Erlewine

Allmusic 
Quedándose sin un contrato importante de una disquera, después de su fracaso en la música country, y sin una no clara opción, Jessica Simpson firma contrato con la disquera de Ellen DeGeneres para lanzar su segundo álbum de Navidad. En comparación con Rejoyce: The Christmas Album, en Happy Christmas existe en un pequeño escenario. Su afán hace que se adapte a la temporada y ayude a hacer Happy Christmas una banda sonora de vacaciones mejor que Rejoyce.

### Comercio
Happy Christmas tuvo un éxito moderado en la iTunes: logró alcanzar la posición n.º 2 en iTunes (Holiday) y en el No.12 de iTunes general, en los Estados Unidos. Sin embargo el álbum vendió 10.153 copias en su primera semana y debutó en el número No.123 en Billboard 200, convirtiéndose en la posición más baja de Simpson en los EE. UU. También debutó en el número nueve en el Billboard Independent Albums y el número veintitrés en el Top Holiday Albums . A la semana siguiente, cayó al número No.186. El álbum ha vendido 28.000 copias en los Estados Unidos y en junio de 2012 ha vendido más de 500.000 copias a nivel mundial.

## Promoción

### Sencillo buzz

#### My Only Wish
"My Only Wish" es lanzado como el sencillo promocional (buzz) del álbum. Se estrenó en On Air with Ryan Seacrest y en el sitio web de Simpson, el 11 de noviembre de 2010. La canción fue escrita por Aaron Pearce, Jessica Simpson y Christopher Stewart. My Only Wish es una canción de amor, de un buen ritmo navideño, que incorpora la música pop y ritmos tradicionales, notas de percusión, así como golpes fuertes y los surcos. Su letra describe la declaración de una mujer que no le importan los regalos de Navidad o las luces, todo lo que ella desea para Navidad es lo mejor a todos. El tema a ha recibido cometarios positivos por parte de los críticos, sin embargo ha sido comparada con "All I Want for Christmas is You" canción navideña de la cantante pop Mariah Carey lanzada en 1994, debido a la similitud de una estofa de ambas canciones. La canción ha logrado posicionarse al Top 50 de las canciones navideñas más descargadas de iTunes en los Estados Unidos. La semana de lanzamiento del álbum, la canción se podía descargar gratuitamente por iTunes. El sencillo no contará con un video musical, pero si especial navideño de The Price Of Beauty.

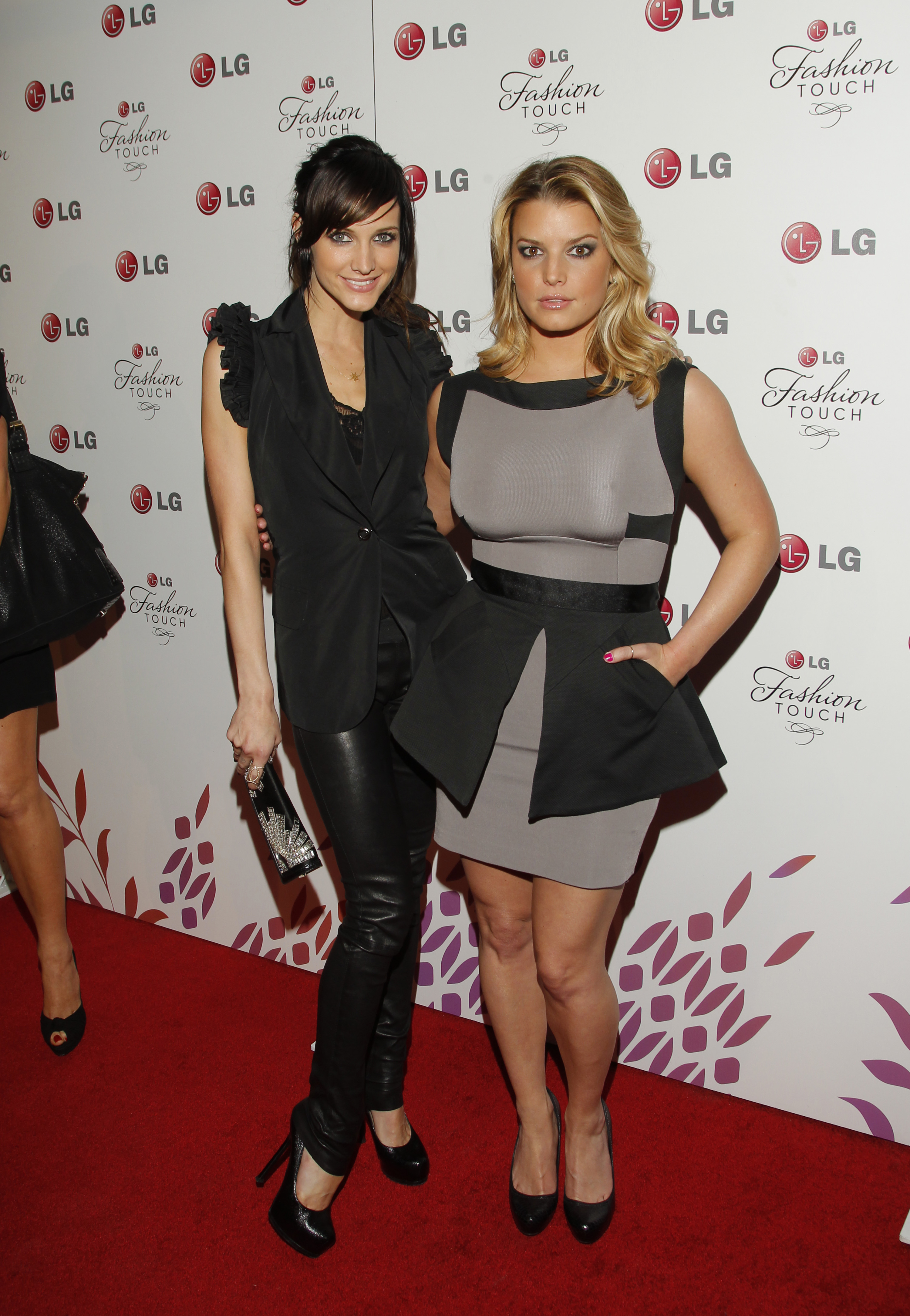
Ashlee Simpson cantó a dueto con su hermana el tema "Happy Xmas (War Is Over)" en el especial de Navidad.

### Presentaciones
Ella se presentera en varios programas como en The Early Show, Late Night con David Letterman, Live with Regis and Kelly y actuando en el Desfile de Acción de Gracias de Macy's haciéndole promoción al álbum.
Simpson y The Price Of Beauty anunciaron que un especial de Navidad saldría al aire en el otoño, como promoción del nuevo álbum de Navidad de Simpson. El especial se titula Jessica Simpson: Happy Christmas y se disponía a ver el 25 de noviembre de 2010, sobre el sitio web oficial de Simpson, y se estrenará el sábado 4 de diciembre de 2010, en la televisión en horario estelar. El espectáculo cuenta con Simpson cantando, canciones de  'Happy Christmas' y de su primer álbum de Navidad Rejoyce: The Christmas Album. Simpson fue también acompañado por invitados especiales como Trey Lorenz, Willie Nelson, Carly Simon y su hermana Ashlee Simpson. Este es el segundo especial de Navidad en el que Jessica ha aparecido: en el primero, titulado Nick and Jessica's Family Christmas, estuvo acompañado con su exmarido Nick Lachey.

## Listado de canciones
| N.º | Título                                                 | Escritor(es)                                                      | Producer(s) | Duración |  |
| 1.  | «My Only Wish»                                         | Aaron Pearce, Jessica Simpson, Christopher Stewart                |             | 3:55     |  |
| 2.  | «Here Comes Santa Claus/Santa Claus Is Coming To Town» | Gene Autry, Oakley Haldeman/John Frederick Coots, Haven Gillespie |             | 3:05     |  |
| 3.  | «O Come O Come Emmanuel»                               |                                                                   |             | 4:22     |  |
| 4.  | «I’ll Be Home For Christmas» (featuring John Britt)    | Buck Ram, Kim Gannon, Walter Kent                                 |             | 4:41     |  |
| 5.  | «Happy Xmas (War Is Over)»                             | John Lennon, Yoko Ono                                             |             | 3:45     |  |
| 6.  | «Mary Did You Know?»                                   | Mark Lowry, Buddy Greene                                          |             | 3:29     |  |
| 7.  | «Merry Christmas Baby» (featuring Willie Nelson)       | Lou Baxter, Johnny Moore                                          |             | 4:59     |  |
| 8.  | «Kiss Me For Christmas»                                |                                                                   |             | 4:59     |  |
| 9.  | «Have Yourself A Merry Little Christmas»               | Hugh Martin, Ralph Blane                                          |             | 4:06     |  |
| 10. | «Carol Of The Bells»                                   | Mykola Leontovych                                                 |             | 3:14     |  |

| Europe Bonus Track |                    |                    |             |          |  |
| N.º                | Título             | Escritor(es)       | Producer(s) | Duración |  |
| 11.                | «Jingle Bell Rock» | Joe Beal           |             | 2:57     |  |
| 12.                | «Silent Night»     | John Freeman Young |             | 3:49     |  |

## Créditos
| - Cacee Cobb - A&R - Aaron Pearce - Arranger, Composer, Producer, Programming, String Arrangements, Vocals (Background) - Josh Grabelle - Art Direction, Design, Layout - Steven Dennis - Assistant Engineer - Travis Harrington - Assistant Engineer - Jason Sherwood - Assistant Engineer - Martin Cooke - Assistant Vocal Engineer - Lou Baxter - Composer - Ralph Blane -Composer - J. Fred Coots - Composer - Kim Gannon - Composer - Buddy Greene - Composer - Walter Kent - Composer - John Lennon - Composer - Mykola Leontovich - Composer - Mark Lowry - Composer - Hugh Martin - Composer - John Dudley Moore - Composer - Terius Nash - Composer - Yoko Ono - Composer - Buck Ram - Composer - Jessica Simpson - Composer | - Christopher Stewart - Composer - Peter J. Wilhousky - Composer - Haven Gillespie - Composer, Lyricist - Michelle Gayhart - Copyist - Norman Jean Roy - Cover Photo - John Britt - Duet - Willie Nelson - Duet - Brian "B-Luv" Thomas - Engineer - Andrew Wuepper - Engineer, Mixing - Terius "The-Dream" Nash - Executive Producer, Producer - C. "Tricky" Stewart - Executive Producer, Producer - Tom Hemby - Guitar - Michael Thompson - Guitar - Chris Bellman - Mastering - Ken Oriole - Mixing Assistant - Wayne Haun - Orchestration, String Arrangements - Kuk Harrell - Producer, Vocal Engineer, Vocal Producer - Christy Hall - Production Coordination - Jeremy Hunter - String Arrangements, String Engineer - Josh Gudwin - Vocal Engineer |

## Charts
| Chart (2010)                 | Mayor Posición |
| ---------------------------- | -------------- |
| Billboard 200                | 123            |
| Billboard Holiday Albums     | 23             |
| Billboard Independent Albums | 9              |

## Fecha de lanzamiento
| Región         | Fecha                   | Label            |
| -------------- | ----------------------- | ---------------- |
| Austria        | 22 de noviembre de 2010 | EMI Primary Wave |
| Canadá         | 22 de noviembre de 2010 | EMI Primary Wave |
| Alemania       | 22 de noviembre de 2010 | EMI Primary Wave |
| Reino Unido    | 22 de noviembre de 2010 | EMI Primary Wave |
| Estados Unidos | 22 de noviembre de 2010 | EMI Primary Wave |